# Транспорт в Иркутской области
Иркутская область располагает всеми видами транспорта: железнодорожным, речным, автомобильным, трубопроводным, электронным, трамвайно-троллейбусным.

## Железнодорожный транспорт
Основной железнодорожной магистралью области является Восточно-Сибирская железная дорога (ВСЖД), построенная в 1898—1905 годах. Она является частью Транссибирской магистрали, связывающей европейскую часть страны с Сибирью и Дальним Востоком.
Ввод в эксплуатацию Восточно-Сибирской железной дороги способствовал интенсивному заселению, освоению территории и природных ресурсов, формированию промышленных центров Иркутской области. По мере развития производительных сил области возрастали объёмы перевозок грузов и пассажиров, нарастала напряжённость на железной дороге. Благодаря улучшению работы железнодорожного транспорта, его реконструкции, электрификации и автоматизации ему удалось справиться с возросшими объёмами перевозок. Однако и это не снизило напряжённости на отдельных участках дороги. В связи с этим на Восточно-Сибирской железной дороге был построен третий путь на участке Черемхово — Иркутск — Рассоха и грузовой путь: Иркутск-Сортировочный — Гончарово, минуя Иркутск-Пассажирский.
В ноябре 1995 году Восточно-Сибирская железная дорога была переведена с постоянного на переменный ток — новую электротягу. Завершена электрификация на современном техническом уровне всей дороги. У современных электровозов увеличивается мощность. Они движутся без перецепок, с повышенной скоростью, при этом потери электроэнергии уменьшились в 6 раз (с 18 до 3 %), эксплуатационные расходы сократились вдвое, уменьшилось количество тяговых подстанций, были перепрофилированы депо в Черемхово, Слюдянке.
В 1958 году была сдана в постоянную эксплуатацию железная дорога Тайшет — Лена длиной 712 км. Она связала Транссибирскую магистраль с крупнейшей рекой Сибири — Леной, позволила освоить новые районы и их природные ресурсы. Железная дорога Тайшет — Лена явилась основным путём, по которому доставлялись рабочая сила, техника, оборудование, строительные, горюче-смазочные материалы для строительства Западного участка БАМ. Грузопоток по этой дороге настолько возрос, что она была не в состоянии справиться с его перевозкой, в связи с чем был построен второй путь, который стал составной частью Байкало-Амурской магистрали.
В западной части области в 1960-х годах была построена железная дорога Тайшет — Абакан, протяжённостью 647 км, из которых около 100 км находится на территории области. Эта дорога соединила Транссибирскую магистраль с Южно-Сибирской, обеспечила освоение природных ресурсов Иркутской области и Красноярского края.
Для более полного освоения гидроэнергетических, лесных, железорудных ресурсов Среднего Приангарья была построена железная дорога Хребтовая — Усть-Илимск протяжённостью 214 км. По этой дороге доставлялись оборудование, строительная техника, материалы для Усть-Илимской ГЭС и Усть-Илимского ЛПК. На территории области построен и досрочно сдан в эксплуатацию Западный участок БАМа от станции Лена до станции Кунерма. Этот участок позволил освоить лесные ресурсы, начать разработку Марковского и других нефтегазоносных месторождений, улучшить транспортные условия и связи северо-восточных районов области с главными промышленными центрами — Братском, Иркутском, Усть-Илимском, обеспечить добычу бодайбинского золота, мамской слюды, байкальских микрокварцитов.
На северо-западе области проходит небольшой участок железной дороги Решоты — Богучаны, основная часть её находится в Красноярском крае. Черемхово и Макарьево (Свирск) соединены двадцатикилометровым участком железной дороги, открывающим доступ к Ангаре.
Намечается строительство железной дороги Усть-Кут — Киренск — Непа — Верхняя Чона, которая даст возможность освоить природные ресурсы этого региона, в первую очередь, ресурсы Верхнечонского нефтегазового месторождения.
Кругобайкальский участок железной дороги Слюдянка — порт Байкал обслуживает не только местное население, но, главным образом, туристов.
Восточно-Сибирская железная дорога перевезла в 2004 г. 61,7 млн т. в 2005 г. — 68 млн т груза. Грузооборот составил в 2004 г. 74,2 млрд т-км, в 2005 г. — 88,9 млрд т-км. На начало 2007 г. возросла перевозка железной руды на 25 %, каменного угля на 5,8 %, лесных грузов на 4,7 %. Перевезено пассажиров 26 млн чел.

## Водный транспорт
Протяжённость судоходных путей сообщения в 1993 г. составляла 8142 км, в 2005 г. — 12304 км. Судоходными реками являются Ангара, Лена, Нижняя Тунгуска; Иркутское, Братское, Усть-Илимское водохранилища, а также озеро Байкал, роль и значение которого в судоходстве резко возросли в период строительства Центрального участка БАМ. Общая протяжённость водных путей недостаточна. Кроме того, они имеют значительные недостатки: короткий навигационный период (100—150 дней), мелководность отдельных участков рек, наличие порогов, разобщённость Байкало-Ангарского пути, отсутствие судопропускных устройств в плотинах Иркутской, Братской, Усть-Илимской ГЭС, удалённость крупных промышленных объектов от водных путей. Все это мешает развитию сквозного судоходства и лимитирует грузоподъёмность судов. Только после сооружения пропускных шлюзов при плотинах ГЭС ангарского каскада будут созданы условия сквозного водного пути Сибири: Байкал — Ангара — Енисей с выходом в Карское море.
При сравнительно ограниченном речном судоходстве Иркутская область славится речными портами: Осетрово (Усть-Кут), который по праву считают «воротами» на север, Киренск, Братск и озёрный Порт Байкал .
В структуре перевозок, как железнодорожным, так и речным транспортом, преобладают каменный уголь и кокс (26-29 %), нефтепродукты (25-27 %), лесные грузы (10-16 %), руда (14-16 %), минеральные строительные материалы (6-8 %), прочие (8-9 %). Чётко прослеживается снижение грузооборота с 1990 по 1997 гг. Это связано с повышением тарифов на железнодорожном транспорте, в ряде случаев превышающих стоимость перевозимого товара, кроме того, сказывался общий спад производства, потеря связей между предприятиями, а также неплатежеспособность многих предприятий и организаций.

## Автомобильный транспорт
Автомобильный транспорт в Иркутской области при небольшой густоте железных дорог и сравнительно малой протяжённости речных судоходных путей имеет большое значение. Он обеспечивает внутрирайонные и внутригородские перевозки грузов и населения.
Протяжённость автомобильных дорог составляет 12304 км. По автомобильным дорогам курсирует до 60 тыс. машин.
Основными автодорогами являются: федеральная трасса Р255 (Новосибирск — Кемерово — Красноярск — Тайшет — Нижнеудинск — Тулун — Зима — Черемхово — Иркутск); Р258 (Иркутск— Слюдянка — Улан-Удэ); Р418 (Иркутск — Усть-Орда — Баяндай — Хогот — Качуг); Р420 (Качуг — Жигалово — Залари), А331 (Тулун — Братск — Усть-Кут); А333 (Култук — Кырен — Монды — граница Монголии).
Перевозка грузов и пассажиров автомобильным транспортом сократилась на 1/3 по сравнению с 1990 г.
Научно-исследовательский институт по проектированию дорог работает над генеральной схемой развития сети автомобильных дорог области, которые свяжут все районные центры с Иркутском. Широкое развитие получит асфальтобетонное покрытие с использованием основания, укреплённого цементом. Реконструируется трасса М-55 и дорога Иркутск — Листвянка до технического состояния первой категории.

## Авиационный транспорт
Авиационный транспорт в области приобретает большое значение, как во внешних, так и внутренних связях. Над территорией области проходят международные авиалинии: Москва — Иркутск — Пекин, Москва — Иркутск — Токио, Москва — Иркутск — Улан-Батор и авиалинии общероссийского и местного значения. Важное значение имеет авиатранспорт для северных районов области, для некоторых из них он является единственным средством сообщения.
Иркутск, Братск, Усть-Илимск являются крупными аэропортами в Сибири, способными принимать самолёты самых различных типов. В Иркутском аэропорту закончены работы по строительству международного терминала «Иркутск», планируется строительство нового аэропорта между Усть-Ордынским и Иркутском, отвечающего всем международным нормам. Реконструируются аэропорты в Братске, Усть-Илимске, Бодайбо.

## Трубопроводный транспорт
Трубопроводный транспорт — новый для области вид транспорта с вполне обоснованной перспективой. Он представлен действующим нефтепроводом Западная Сибирь — Ангарск, разгрузившим и без того загруженный железнодорожный транспорт. Нефтепровод обеспечивает непрерывную работу Ангарского нефтеперерабатывающего завода. Введён в эксплуатацию продуктопровод Ангарск — Зима длиной 250 км, снабжающий этиленом АООТ «Саянскхимпласт». Закончено строительство нефтепроводов Верхняя Чона — Усть-Кут, Тайшет — Иркутск. На 2017-2018 годах запланировано строительство газопровода Ковыкта — Саянск — Иркутск.

## Электронный транспорт
Электронный транспорт — новый вид транспорта для Иркутской области. Его возникновение связано с электроэнергией, вырабатываемой на каскаде ангарских ГЭС и теплоэлектростанциях и теплоэлектроцентралях. Электроэнергия передаётся по линиям электропередач (ЛЭП) напряжением в 220 и 500 кВ. «Иркутскэнерго» поставляет энергию в Республику Бурятию и Читинскую область.